# Alessandro Antelminelli

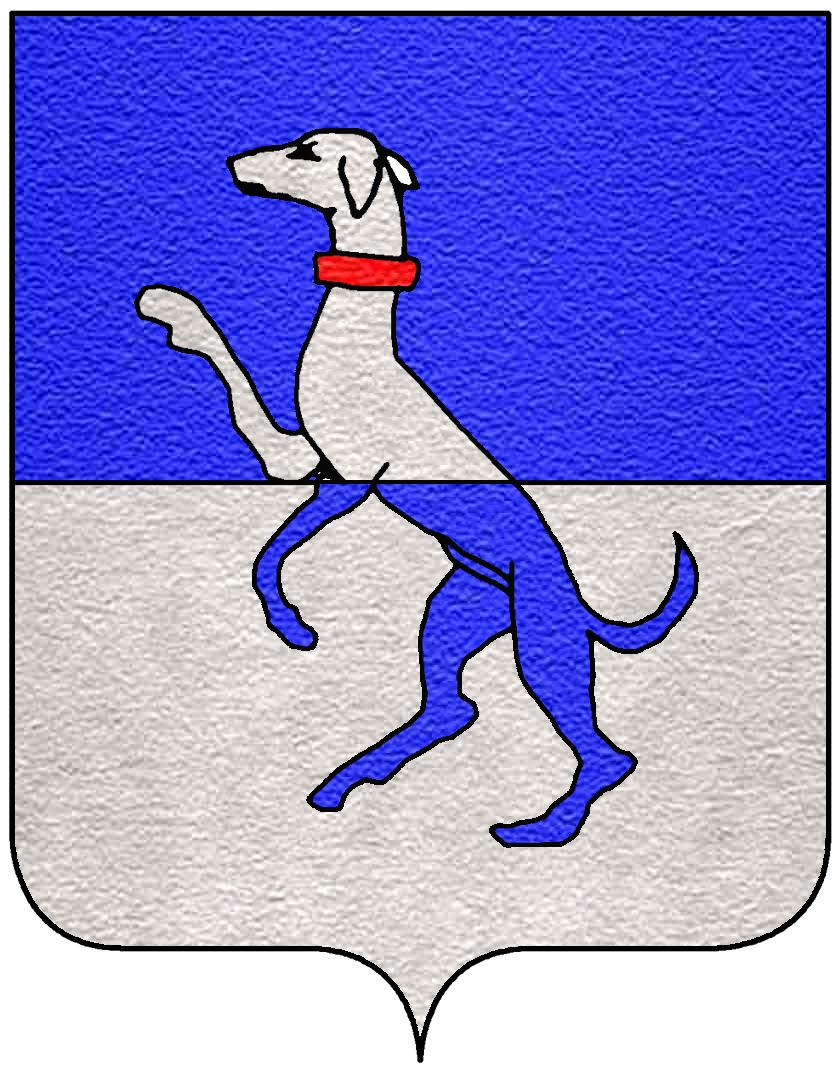
Stemma della famiglia Castracani degli Antelminelli

Alessandro Antelminelli, alias Amerigo Salvetti (Lucca, 19 novembre 1572 – Londra, 10 luglio 1657), è stato un nobile, avventuriero e diplomatico italiano, cospiratore per conto dei Medici nella Repubblica di Lucca.

## Biografia
Discendente di Castruccio Castracani, Alessandro Antelminelli apparteneva ad una delle più antiche e nobili famiglie lucchesi. Suo padre, implicato in una congiura contro la Repubblica a favore del Granducato di Toscana, fu condannato a morte insieme a tre dei suoi figli nel 1596. Alessandro, che si trovava allora ad Anversa ad esercitare la mercatura, fu condannato a morte in contumacia e sulla sua testa fu messa taglia di 1500 scudi. Alessandro salvò la vita, ma non le sostanze, perché il patrimonio degli Antelminelli venne interamente confiscato. Per evitare di essere assassinato dagli agenti della repubblica viaggiò per l'Europa con lo pseudonimo di Amerigo Salvetti nel tentativo di far perdere le sue tracce. A Londra strinse amicizia con sir Henry Wotton, in compagnia del quale lasciò l'Inghilterra e si stabilì a Venezia. Passato in Toscana, fu protetto dal granduca dai sicari ingaggiati dalla repubblica per ucciderlo. Accompagnò Wotton nel suo viaggio in Italia fino al rientro di quest'ultimo in Inghilterra (1603). Passato a Parigi, fu costretto a darsi alla macchia per sfuggire al tentativo della Repubblica di Lucca di catturarlo. Tra l'autunno del 1606 e l'estate del 1607 Henry Wotton, che era stato nominato ambasciatore inglese a Venezia, intavolò trattative segrete con il governo lucchese per consegnargli Salvetti, che riuscì a stento a sfuggire al pericolo. Stabilitosi definitivamente in Inghilterra, nel 1618 fu nominato da Cosimo II ambasciatore residente di Toscana alla Corte di Londra. Protetto dai Medici, riuscì a sfuggire ai tentativi lucchesi di farlo uccidere e morì a Londra il 10 luglio 1657. È sepolto nella chiesa di San Bartolomeo.